# Ассоциация польских архивистов
Ассоциация польских архивистов (пол. Stowarzyszenie Archiwistów Polskich) — объединение польских архивистов. Ассоциация была создана в 1965 году в Варшаве.
Согласно Уставу, основными задачами Ассоциации является разработка инициатив, способствующих развитию архивной науки и смежных дисциплин, организация взаимодействия с государственными органами, а также сохранение национальных архивных ресурсов и повышение профессиональной квалификации архивистов.
Ассоциация является одним из центров профессионального образования и повышения квалификации польских архивистов. Лекторами Национального центра архивного образования Ассоциации польских архивистов являются опытные сотрудники государственных архивов, авторы публикаций в области архивоведения, преподаватели и выпускники профильных (исторических, архивоведческих) факультетов высших учебных заведений.
Ассоциация издаёт профессиональную литературу и периодические издания, в том числе:
- Archiwista Polski («Польский архивист» — квартальник)[4].

29 сентября 2018 года Главный совет Ассоциации польских архивистов утвердил Положение о «Научной премии Ассоциации польских архивистов имени Збигнева Пустулы» за лучшую докторскую диссертацию по экономической истории Польши, подготовленную на основе архивных материалов.
Ассоциация является членом Международного совета архивов (англ. International Council on Archives).
Председателем Ассоциации является Kazimierz Jaroszek.
Информация о деятельности Ассоциации публикуется на сайте www.sap.waw.pl.